# 허준묘
허준묘(許浚墓)는 대한민국 경기도 파주시 진동면 하포리에 있는, 조선시대의 대표적인 명의 허준(許浚, 1537~1615)선생의 묘이다. 1992년 6월 5일 경기도의 기념물 제128호로 지정되었다.

## 개요
조선시대의 대표적인 명의 허준(許浚, 1537~1615)선생의 묘이다. 허준은 우리나라의 대표적인 명의·의학자로서 한의학 중흥의 거봉이자 동양의 의성으로 이름이 높았다. 선생의 본관은 양천(陽川), 자는 청원(淸源), 호는 구암(龜巖)이다. 용천부사를 지낸 허론(許論)의 서자로 선조 7년(1574) 내의원(內醫院)에 들어간 후 혜민서 봉사를 거쳐 전의(典醫)로 발탁되어 왕실의 진료에 많은 공적을 세웠다.
선조 25년(1592) 임진왜란 때 어의(御醫)로서 왕을 의주까지 모셨으며 1604년 호성공신3등에 1606년 양평군(陽平君)에 봉해졌다. 또한 사후에 숭록대부에 올라 의인으로는 최고의 명예를 누렸다. 1608년 선조가 승하하자 치료를 소홀히 했다는 죄로 파직, 유배를 당했다가 광해군 원년(1609)에 다시 복직되었다. 저서로는 『동의보감(東醫寶鑑)』, 『언해구급방(諺解救急方)』, 『언해두창집 요(諺解痘滄集要)』 등이 전한다. 광해군 2년(1610) 16년의 연구 끝에 간행된 『동의 보감(東醫寶鑑)』은 우리나라는 물론 일본, 청나라 등지에서도 간행 보급되어 조선의학 내지 동양의학의 성전이 되었다.
그 동안 선생의 묘는 확인되지 않다가 1991년 9월 30일 재미 고문서 연구가 이양재씨 등이 『양천허씨족보』에 기록된 “진동면 하포리 광암동 선좌 쌍분”이라는 내용을 바탕으로 군부대의 협조를 얻어 조사한 결과 발견되었다. 묘역은 약 50평의 규모로 우측 묘는 부인 안동김씨의 묘로 추정된다. 이들 두 묘위에 허 준선생의 생모로 추정되는 묘가 한 기 더 있다. 묘소에는 묘비, 문인석, 상석, 향로석 등이 배치되어 있으며 원래의 묘비는 두 쪽으로 파손되어 있다. 발굴 당시 원비의 마모된 비문 가운데 ‘陽平□ □聖功臣 □浚’이란 글자가 남아 있어 선생의 묘인 것이 확인되었다.

## 같이 보기
- 허준

## 참고 문헌
- 허준묘 - 국가유산청 국가유산포털